# Strapontin (bande dessinée)
Pour les articles homonymes, voir Strapontin (homonymie).

Strapontin est une série de bande dessinée créée par le dessinateur belge Berck et par le scénariste français René Goscinny (lequel est remplacé, au bout de sept ans, par le Belge Jacques Acar), et publiée dans l'hebdomadaire belge Tintin de 1958 jusqu'au départ de Berck pour Spirou en 1968.

## Synopsis
Strapontin, coiffé de son éternelle casquette, est un chauffeur de taxi particulier. Ainsi, il n’hésite pas à accepter des courses vers des pays lointains où il vit de nombreuses aventures humoristiques.

## Personnages principaux
Strapontin :
Strapontin a été élevé dans une ferme. Chauffeur de taxi, Strapontin aime son métier. Les circonstances l'amènent cependant souvent à aider des personnes en difficulté, notamment certains clients qui deviennent des amis. Il a peur des fantômes ou des animaux sauvages mais se montre courageux lorsqu'il doit affronter des adversaires humains. 
Le professeur Petitpois :
Le professeur Petitpois est un savant génial. Il vit dans un château et engage Strapontin comme chauffeur pour tester un carburant révolutionnaire. Il inventera également une potion capable de rendre les animaux intelligents et une lotion qui rend insensible au froid.
Il est aussi particulièrement distrait . Lors de la déclaration de la naissance de son fils, il intervertira ainsi le nom de son fils et celui de son chien.
Wimpy :
Fils du professeur Petitpois, il cherche à l'aider et s'entend très bien avec Strapontin. Il est malin et tenace.
Gérard :
Le chien de Wimpy. Pas très malin mais fidèle à son maître, il lui arrive souvent de l'aider et, à la manière de Milou auquel il est parfois comparé, de commenter l'action dans des bulles de pensée.
Miss Lou Thompson :
Miss Thompson est une anglaise excentrique, amatrice de chasse et qui impose à Strapontin de l'emmener à des endroits très éloignés, comme le royaume de Patatah (situé entre l'Inde et la Birmanie) ou le Texas. Elle est amie avec le maharadjah de Patatah.
Le maharadjah :
Il dirige de façon débonnaire son royaume, extrêmement riche au point qu'il n'a pas besoin de lever d'impôts. Son pouvoir est cependant menacé, dans Strapontin et le tigre vert, par une secte qu'il vaincra grâce à l'aide de Strapontin. Comme miss Lou Thompson, il est un grand amateur de chasse aux tigres. Il possède également un ranch au Texas et y élèvera un troupeau d'éléphants.
Rami :
Rami est un enfant indien débrouillard. Binocles, son cobra apprivoisé, sera souvent utile à Strapontin.
Amédée Lapègre :
Amédée Lapègre est un escroc, spécialiste du déguisement et recherché par toutes les polices. A la tête de la secte du tigre vert, il tentera de s'emparer du royaume de Patatah en manipulant la population locale. Arrêté grâce à Strapontin, il tentera ensuite de se venger en volant l'ivoire des éléphants du maharadjah.

## Publications[3]
Cette série de bande dessinée est parue dans le journal de Tintin de 1958 à 1968.
1958 : 
- 3 pages : Strapontin le chauffeur de taxi [I] (scénario : Goscinny).
- 3 pages : Strapontin le chauffeur de taxi [II] (scénario : Goscinny).
- 3 pages : Strapontin à la télévision (scénario : Goscinny).
- 3 pages : [sans titre] (scénario : Goscinny).
- 3 pages : Strapontin et le cow-boy (scénario : Goscinny).
- 3 pages : Strapontin se détend (scénario : Goscinny).
- 2 pages : Strapontin héros (scénario : Goscinny).
- 2 pages : Strapontin et le touriste (scénario : Goscinny).
- 2 pages : Strapontin et le dépanneur (scénario : Goscinny).
- 2 pages : Strapontin représentant (scénario : Goscinny).
- 2 pages : Strapontin moniteur (scénario : Goscinny).
- 2 pages : Strapontin bonne d’enfant (scénario : Goscinny).

1959 : 
- 2 pages : Strapontin et son taxi (scénario : Goscinny).
- 2 pages : Strapontin manque d’eau (scénario : Goscinny).
- 1 page : La casquette (scénario : Goscinny).
- 1 page : Strapontin et le ventriloque (scénario : Goscinny).

1959/1960 : 
- Strapontin chauffeur de maître : 30 pages (scénario : Goscinny).

1960 : 
- 1 page: Hep ! Taxi !... (scénario : Goscinny).
- Strapontin et le tigre vert : 30 pages (scénario : Goscinny).

1961 : 
- Strapontin et le monstre du Loch Ness : 30 pages (scénario : Goscinny).
- Strapontin : Ruée vers l’ivoire : 30 pages (scénario : Goscinny).

1962 : 
- Strapontin et le gorille : 30 pages (scénario : Goscinny).

1962/1963 : 
- Strapontin et les taxis de Patatah : 30 pages (scénario : Goscinny).

1963 : 
- Strapontin chez les gauchos : 30 pages (scénario : Goscinny).

1964 : 
- Strapontin chez les Esquimaux : 30 pages (scénario : Goscinny).

1964/1965 : 
- Révolte au bois dormant : 30 pages (scénario : Goscinny).

1965 : 
- Strapontin et le masque de jade : 30 pages (scénario : Acar).

1966 : 
- Strapontin et le B.C.Z. 2 : 30 pages (scénario : Acar).
- Strapontin : un zeste de violence : 22 pages (scénario : Acar).

1967 : 
- Strapontin contre Mygalex : 22 pages (scénario : Acar).

1968 : 
- Strapontin et le rayon alimentaire : 22 pages (scénario : Acar).

## Albums
- Berck (dessin) avec René Goscinny (scénario 1-5 et 9) ou Jacques Acar (scénario 6-8), Strapontin, Le Lombard (albums brochés)[4] :

1. Strapontin et le tigre vert, 1962.
2. Strapontin et le monstre du Loch Ness, 1963. Cet album fut réédité la même année sous forme cartonnée.
3. Strapontin et le gorille, 1964. Cet album fut réédité la même année sous forme cartonnée.
4. Strapontin chez les gauchos, 1965.
5. Révolte au bois dormant, 1966.
6. Strapontin et le BCZ 2, 1967.
7. Strapontin plus un zeste de violence, 1972.
8. Strapontin et le rayon alimentaire, avec Rataplan contre la 5e colonne, 1973.
9. Strapontin chauffeur de maître, 1975.

- Berck (dessin) et René Goscinny (scénario), Strapontin chauffeur de taxi, Le Lombard, coll. « Les Classiques du rire : 1958 », 1998[5]. Contient les volumes 1, 2, 3 et 9.